# دانشگاه بین‌المللی فناوری اطلاعات
دانشگاه بین‌المللی فناوری اطلاعات (به قزاقی: International Information Technology University) یک دانشگاه در قزاقستان است که در آلماتی واقع شده‌است.